# Иркутский пожар (1716)
Пожар в Иркутске — это бедствие произошедшее 3 августа 1716 года (по юлианскому календарю). Крупный пожар для тогдашнего города.

## Ход событий
«Августа 3 был сильный пожар в Иркутске, истребивший крепость и несколько обывательских домов.» — из «Иркутская летопись П. П. Ильича и В. А. Кротова (1652—1856)»
В ходе пожара была уничтожена почти вся крепостная стена, башни, Спасская церковь, несколько жилых домов и таможня. Однако острог сумел быстро восстановиться. Уже через год стены были восстановлены и заложен новый, но уже каменный собор.